# 도미사일
도미사일(Domicile)은 법 및 국제사법에서 개인의 지위와 재산을 규율하는 법률을 포함하는 개인의 "개인법"과 관련이 있다. 이는 개인의 국적과 무관하다. 비록 도미사일은 수시로 바뀔 수 있지만, 사람은 자신의 상황에 관계없이 일생의 어느 시점에서든 하나의 주소 또는 거소만을 가지고 있다. 도미사일은 미래의 의도에 덜 초점을 맞춘 일상 거주지와 구별된다.
도미사일은 관습법 법률 시스템에서 일반적으로 사용되는 연결 요소 중 하나이므로 사람은 도미사일 없이는 결코 남을 수 없으며 출생시 모든 사람이 도미사일을 취득한다. 일반적으로 도미사일은 본적 도미사일, 선택적 도미사일, 법률에 따른 도미사일로 구분할 수 있다. 개인의 도미사일을 결정할 때 법원은 자신의 법률과 도미사일이 무엇인지에 대한 이해를 적용한다.
오스트레일리아, 뉴질랜드 등 일부 관습법 국가에서는 도미사일 개념이 법정 개정의 대상이 되었다. 또한, 캐나다의 이혼법에 따라 주 법원이 이혼 절차를 심리하고 결정하는 관할권을 갖는 근거로 주소가 대체되었다. 대신, 배우자 중 한 사람이 소송 시작 직전 최소 1년 동안 해당 지방에 상주 거주한 경우, 지방 법원은 이혼 절차를 심리하고 결정할 관할권을 갖는다. 전통적으로 도미사일은 개인의 개인법을 확립하는 데 가장 적합한 연결 요소로 알려져 있었지만, 관습법 시스템에서는 수년에 걸쳐 그 중요성이 감소했다.

## 같이 보기
- 영주권
- 주민등록
- 주거

## 추가 문헌
- Dickinson, Edwin D. (1919). “The Domicil of Persons Residing Abroad under Consular Jurisdiction”. 《Michigan Law Review》 17 (6): 437–455. doi:10.2307/1277603. JSTOR 1277603., later updated in Dickinson, Edwin D. (1919). “The Domicil of Persons Residing Abroad under Consular Jurisdiction”. 《Michigan Law Review》 17 (8): 694–696. doi:10.2307/1277603. JSTOR 1277603.
- The Earl of Halsbury (1909). 〈Conflict of Laws〉. 《The Laws of England》 VI 1판. London: Butterworth & Co. 177–308쪽.
- The Earl of Halsbury (1912). 〈Prize Law and Jurisdiction〉. 《The Laws of England》. XXIII 1판. London: Butterworth & Co. 275–295쪽.
- 위키문헌에 1911 Encyclopædia Britannica/Domicile 전문이 있습니다.
- Collins, Lawrence (2006). 《Dicey Morris & Collins on the Conflict of Laws》 14판. London: Sweet & Maxwell. ISBN 978-0-42188360-4.
- 《Private International Law: The Law of Domicile》 (PDF). Law Commission and Scottish Law Commission. 1987. ISBN 0-10-102002-3. 2017년 3월 29일에 원본 문서 (PDF)에서 보존된 문서. 2024년 1월 10일에 확인함.
- “Rules for determining domicile” (PDF). 《hkreform.gov.hk》. Law Reform Commission of Hong Kong. April 2005.